# E36 (trasa europejska)
E36 – trasa europejska pośrednia relacji wschód-zachód, przebiegająca przez Niemcy i Polskę pomiędzy Berlinem a trasą E40. Długość arterii wynosi ok. 240 km, z czego ok. 162 km znajduje się na obszarze Niemiec, a 78 km na obszarze Polski.

## Przebieg

### Niemcy
Na terenie Niemiec biegnie z centrum stolicy kraju drogą federalną B96a, następnie autostradami A113, A13 i A15 do granicy z Polską przez dawne przejście graniczne Forst.

### Polska
Po przekroczeniu granicy w Olszynie, E36 pokrywa się z autostradą A18. Swój bieg kończy niedaleko Bolesławca, na węźle Krzyżowa, gdzie łączy się z trasą europejską E40.
Według oficjalnej listy oraz mapy sieci tras europejskich E36 na krótkim odcinku poprowadzono wspólnie z E40 do Legnicy. Taki przebieg naniesiono na niektóre polskie mapy drogowe.

## Stary system numeracji
Do 1985 obowiązywał poprzedni system numeracji, według którego oznaczenie E36 dotyczyło trasy: Hoek van Holland – Rotterdam – Gouda – Utrecht – Arnhem – Oberhausen – Kolonia. Arteria E36 była wtedy zaliczana do kategorii „B”, w której znajdowały się trasy europejskie będące odgałęzieniami oraz łącznikami.

### Drogi w ciągu dawnej E36
Lista dróg opracowana na podstawie materiału źródłowego
| Holandia         | - droga N220: Hoek van Holland - autostrada A20: Hoek van Holland – Rotterdam – Gouda - autostrada A12: Gouda – Utrecht – Arnhem granica z RFN |
| Niemcy Zachodnie | autostrada A3: granica z Holandią – Oberhausen – Leverkusen – Köln                                                                             |